# سارا کرنجیچ
سارا کرنجیچ (سیریلیک صربی: Сара Крњић؛ زادهٔ ۱۵ ژوئیهٔ ۱۹۹۱) بازیکن بسکتبال اهل صربستان است.
وی در مسابقات کشوری و بین‌المللی در مجموع برندهٔ ۲ مدال طلا، ۱ مدال برنز شده‌است.